# Кароль Окраса
Кароль Окраса (пол. Karol Okrasa, 20 травня 1978 Біла Підляська) — польський шеф-кухар, автор та ведучий телевізійних програм на кулінарну тематику.

## Кар'єра
Закінчив технікум з гастрономії та готельного господарства ім. Е. Піяновського у Варшаві. Закінчив факультет харчування та споживчих наук Головної школи сільського господарства в Варшаві. Почав свою професійну кар’єру в готелі «Ян III Собеський» (нині Radisson Blu Sobieski) у Варшаві. У 1997–2008 роках працював у готелі «Готель Брістоль», де два роки був шеф-кухарем. 
У 2003 році виграв тримісячний кастинг, в якому взяло участь понад 100 кандидатів і керував кулінарною програмою Кухня з Окрасою на TVP1 (з грудня 2003 року). У 2009 році цю програму відзначили нагородою імені Мечислава Орловича. Ще однією партією гастрономічних подорожей стала програма «Смаки часу з Каролем Окрасою» (TVP2), в якій він запрошував відомих людей відкрити для себе власні кулінарні спогади та захоплення. З жовтня 2012 року керує програмою «Окраса порушує рецепти» на TVP1. 
З серпня 2012 по серпень 2015 року брав участь у проекті Lidl разом із Паскалем Бродницьким — «Паскаль проти Окраси». З вересня 2015 року по лютий 2017 року спільно з Доротою Вельман рекламували одну і ту ж мережу магазинів у серії «Дорота, Кароль та Гості». У свою чергу, з лютого 2017 року по квітень 2018 року разом із Дарією Ладохою брав участь у рекламі Lidl із назвою «Традиційно чи сучасно?» (з квітня 2018 року кампанія проводиться лише в Інтернеті на вебсайті кухні Lidl). 
Є одним із засновників Фонду Клубу шеф-кухарів (2008), метою якого є пропаганда культури столу в Польщі та за кордоном. Працює шеф-кухарем у ресторані «Platter by Karol Okrasa». 

## Приватне життя
Одружений з Монікою Окрасою. У нього є дочка на ім’я Лена, народжена в березні 2008 року. 

## Кіно та телебачення
- ТВ: «Кухня з Окрасою» та «Окраса порушує рецепти» — кулінарна програма TVP1
- ТВ: «Смаки часу з Каролем Окрасою» — кулінарна програма TVP2
- ТВ: «Паскаль проти Окраси» — рекламував магазини мережі Lidl
- дублювання: мультфільм Рататуй» — озвучив клієнта
- ТВ: «Дорота, Кароль та Гості» — разом з Доротою Вельман вів програму на TVP1, а потім на TVN та Lidl Kitchen для мережі магазинів  Lidl
- «Традиційно чи сучасно?» — реклама мережі Lidl з Дарією Ладохою

## Публікації
Є автором книги «Готуй з Окрасою»  (ISBN 83-7477-119-4, Видавництво Edipresse Polska, травень 2006 р.), що містить 105 авторських рецептів. 
Через кілька років з'явилась книга «Паскаль проти Окраси» (у листопаді 2013 р.), «Риба є супер» (восени 2015 року, з Доротою Вельман), «Польська кухня за Каролем Окрасою» (восени 2016 р.), «Їсти здоровіше» (весна 2018 року, з Ганною Століньською-Федорович та Дарією Ладохою) та «Їсти здоровіше. Овочі та фрукти» (осінь 2018 року, з Дарією Ладохою, Павлом Малецьким та Кінгою Парузель) — всі для Lidl. 

## Нагороди та відзнаки
- 2010: нагороджений Почесною відзнакою Бене Меріто[13][14].
- 2008: Премія Chef Challenge мережі Le Meridien
- 2008: Премія Chef de L’Avenir для найталановитіших молодих шеф-кухарів.
- 2007: отримав нагороду Hermes 2007 у категорії Особистості гастрономії[1].
- 2005: Лауреат нагороди Оскар Кулінарний в категорії «Кулінарна особистість».
- 2015 рік: Почесний громадянин Гміни Рибно[15]